# Claude Jean Chéron de Boismorand
Pour les articles homonymes, voir Chéron et Jean Cheron (homonymie).
Claude Jean Chéron de Boismorand, né en 1680 à Quimper (France) et décédé en 1740 à Paris, est un écrivain français.

## Biographie
Fils d’un avocat de Quimper, professeur de rhétorique au collège de Rennes des Jésuites, Chéron fut jésuite durant plusieurs années avant de devoir quitter l'Ordre religieux. Rentré « dans le monde » il resta cependant prêtre. Il fut connu sous le nom de « l’abbé Sacre-Dieu », d’après la manie qu’il avait de se servir de ce juron. Ce joueur invétéré était, en effet, un habitué des hôtels de Gesvres et de Carignan, alors privilégiés pour les jeux de hasard.
Contraint de se procurer des fonds pour soutenir sa passion dévorante, Chéron prostituait volontiers sa plume à qui voulait la payer. En fait, une des ressources du Breton dissolu, lorsqu’il avait épuisé sa bourse au jeu, était de mettre ses anciens confrères, les Jésuites, à contribution en lâchant contre eux des brochures très piquantes, qu’il publiait sous couvert d’anonymat. Il allait offrir en même temps à ceux qu’il avait outragés de réfuter les injures qu’on venait de leur prodiguer, et les réfutait effectivement, moyennant de bons honoraires. Lorsque les jésuites découvrirent ce petit manège, ils crurent devoir dissimuler avec un homme dont ils redoutaient la plume. Boismorand avait en effet beaucoup d’esprit et l’imagination vive, forte et féconde.
On a de lui plusieurs Mémoires pour des affaires épineuses et célèbres ; tels que les Factums pour les jésuites dans l’affaire de la Cadière et du Père Girard. Il y en a trois ou quatre que l’on compare à ce qu’on a fait de plus éloquent en ce genre. Il en avait inventé plusieurs mais, dans ce genre, il reconnaissait un supérieur dans un nommé Passavant, mauvais sujet et gros joueur. Un jour que Boismorand, en perdant beaucoup d’argent, avait épuisé tous ses jurements, n’en pouvant plus inventer de nouveaux, il regarda le ciel avec fureur et dit : « Mon Dieu ! mon Dieu ! je ne te dis rien, je ne te dis rien, mais je te recommande à Passavant. »
Il est auteur de l’Histoire amoureuse et tragique des princesses de Bourgogne, La Haye, 1720, in-12. On a de lui, outre ceux pour les jésuites dans l’affaire de la Cadière et du Père Girard, plusieurs autres Mémoires. Plusieurs écrivains lui ont attribué ces ouvrages de Marguerite de Lussan : les Anecdotes de la cour de Philippe-Auguste, 1733 et 1738, 6 vol. in-12 ; Anecdotes de la cour de François Ier, 1748, 3 vol. in-12 ; Annales de la cour de Henri II, 1749, 2 vol. in-12 ; Marie d’Angleterre, 1749, in-12. Collé, Grimm et Suzanne Necker lui attribuent, malgré son ignorance de l’anglais, la traduction du Paradis perdu, de Dupré de Saint-Maur. En fait, ce dernier, encouragé par sa femme, avait appris l’anglais et s’était bientôt trouvé en état de traduire Milton. Boismorand, qui venait souvent chez Dupré, en ayant aperçu, un jour sur le coin d’une cheminée, le manuscrit de cette traduction, assez fidèle mais de piètre qualité. Il en lut quelques pages, et, tout informe qu’était cette copie, elle lui donna la plus grande idée des beautés de l’original, et il conçut sur le champ le projet de la refaire telle qu’elle a été imprimée, en dépit de sa propre ignorance de la langue anglaise. Comme il était depuis longtemps l’ami de la maison, il laissa toute la gloire de son travail à Dupré de Saint-Maur qui en fut récompensé par un fauteuil à l’Académie,.
Cet homme singulier, après avoir été un des plus grands jureurs et un des plus déterminés joueurs de France, semble avoir connu une complète conversion de mœurs. Il mourut sous la haire et le cilice.

## Écrits
- Histoire amoureuse et tragique des princesses de Bourgogne, 1720.
- Anecdotes de la cour de Philippe-Auguste, 1733.

## Pour approfondir